# Cachoeira Alta
Cachoeira Alta är en kommun i Brasilien.   Den ligger i delstaten Goiás, i den södra delen av landet, 400 km sydväst om huvudstaden Brasília. Antalet invånare är 10 539.
Omgivningarna runt Cachoeira Alta är huvudsakligen savann. Runt Cachoeira Alta är det mycket glesbefolkat, med 6 invånare per kvadratkilometer.